# 맹정호
맹정호(孟井鎬, 1968년 12월 25일~)는 대한민국의 정치인이다. 제10대 충청남도 서산시장(민선 7기), 노무현 대통령 비서실 행정관, 제9·10대 충청남도의회 의원을 역임했다. 출생지는 충청남도 서산시 인지면 남정리이다.

## 학력
| 연도 | 학교             | 학과         | 비고 |
| ---- | ---------------- | ------------ | ---- |
| 1981 | 서산인지국민학교 | ―            | 졸업 |
| 1984 | 서령중학교       | ―            | 졸업 |
| 1987 | 서령고등학교     | ―            | 졸업 |
| 1994 | 충남대학교       | 국어국문학과 | 졸업 |

## 경력
- 1990.03. 충남대학교 총학생회 회장
- 1994.03. 서산태안환경운동연합 사무국장
- 2007.09. 노무현 대통령비서실 행정관
- 국가균형발전위원회 자문위원
- 2010.07~2014.06 제9대 충청남도의회 의원(초선, 서산시 제1선거구)
  - 제9대 충청남도의회 의회운영위원회 위원
  - 2012.07~2014.06 제9대 충청남도의회 행정자치위원회 부위원장
- 2014.07~2018.03 제10대 충청남도의회 의원(재선, 서산시 제2선거구)
  - 2014.07~2016.06 제10대 충청남도의회 전반기 교육위원회 부위원장
  - 2016.07~2018.03 제10대 충청남도의회 후반기 안전건설해양소방위원회 위원장
- 2018.07~2022.06: 제10대 민선 7기 충청남도 서산시장(초선)
- 2022.10~: 더불어민주당 충청남도당 부위원장

## 전과
- 폭력행위등처벌에관한법률위반, 집회및시위에관한법률위반, 화염병사용등의처벌에관한법률위반, 영화법위반: 징역 1년, 집행유예 3년 - 1992년 2월 28일 선고[1]

## 역대 선거 결과
|  | 24.42% |

|  | 30.61% |

|  | 51.00% |

|  | 52.21% |

|  | 43.49% |

## 저서
- 맹정호의 서산이야기(2010년)
- 더불어 함께 만드는 서산숲(2018년)